# Pulskonturanalyse
Die Pulskonturanalyse ist ein Verfahren zur semiinvasiven Beurteilung des Herzminutenvolumens (HMV). Dabei wird aus der Form der durch geeignete Apparaturen kontinuierlich abgeleiteten arteriellen, über einen Katheter in einer peripheren Schlagader dargestellten Blutdruckkurve durch mathematische Verfahren das Schlagvolumen des Herzens (genauer: der linken Herzkammer) geschätzt. Ziel dieses Verfahrens ist die Extraktion, Vereinfachung und klinisch nutzbare Darstellung der in der arteriellen Blutdruckkurve enthaltenen Informationen. Trotz guter Übereinstimmung der mit diesem Verfahren ermittelten Werte mit PAK-Messungen bestehen für die valide Durchführung dieser Methode folgende Voraussetzungen:

Entstehung der Blutdruckkurve
SV = Schlagvolumen, C_{Aorta} = Aortencompliance, v_{Blut} = Blutflussgeschwindigkeit, PP = Pulse Pressure

- gute Qualität der abgeleiteten Druckkurve - abhängig von
  - physikalischen Eigenschaften des Druckmess-Systems (Eigenfrequenz > 12 Hz, Dämpfungskoeffizient zwischen 0,3 und 0,5)
  - Punktionsort (zum Beispiel Oberschenkelarterie)
  - Geometrie des Gefäßsystems
  - Schlagvolumen
  - Herzmechanik (Herzklappenfehler)
- Schätzung der patientenspezifischen Aortencompliance - abhängig von
  - Körperbau
  - Alter
  - allgemeinem Zustand des Gefäßsystems (z. B. Vorliegen einer Arteriosklerose)
- Kalibrierung des Mess-Systems in regelmäßigen Abständen
  - Indikator-Dilutions-Methoden (Thermodilution, Lithium als Indikator)

Der Vorteil der Pulskonturanalyse besteht in
- der mäßigen Invasivität,
- der geringen Komplikationsrate,
- der Darstellung wesentlicher hämodynamischer Parameter in (Quasi-)Echtzeit und in
- der Ableitung spezieller Parameter (z. B. Schlagvolumenvariabilität, Herzfrequenzvariabilität), die in den letzten Jahren eine verstärkte Anwendung finden.

Nachteilig ist die starke Abhängigkeit von der Qualität des abgeleiteten Drucksignals. Der Goldstandard ist – zumindest derzeit – immer noch die Messung mit dem Swan-Ganz-Katheter.
Die erste Arbeit über den Zusammenhang zwischen Pulskurve und HMV erschien bereits im Jahre 1904 (Erlanger J, Hooker DR: An experimental study of blood pressure and of pulse pressure in man. Johns Hopkins Hosp Rep 1904).